# Vuurtoren van Stavoren
De Vuurtoren van Stavoren is een gietijzeren vuurtoren of lichtopstand aan het IJsselmeer bij de haven van Stavoren. Op de twee havenpieren staan twee bijbehorende havenlichten, een groene en een rode. Deze bouwwerken zijn in 1884 gebouwd en vallen sinds 1999 onder de monumentenzorg. De toren heeft een hoogte van 15,7 meter.
In 2001 is de vuurtoren gerestaureerd, waarbij de toren werd gestraald en geverfd.

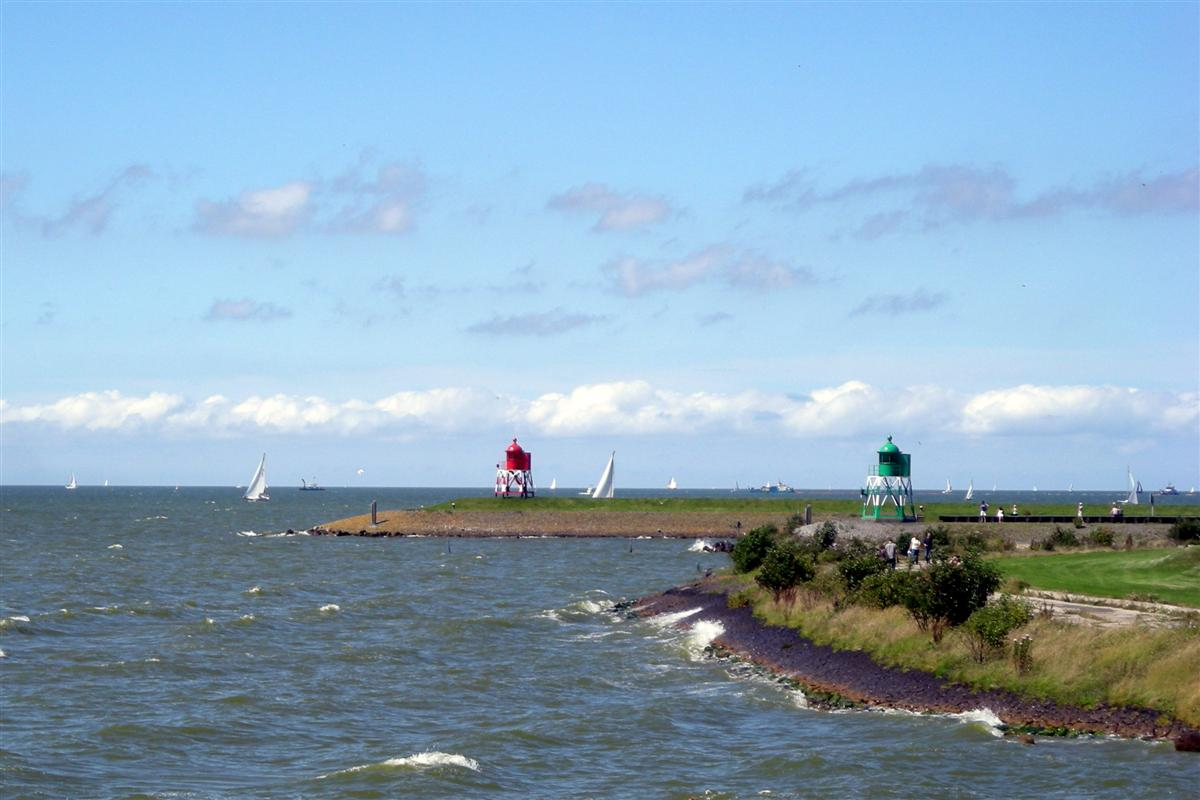
Havenlichten bij ingang haven

## Licht
- Lichtkleur: Wit
- Lichtsterkte: 3000 cd
- Zichtbaarheid: 12 zeemijl